# Шапаренко, Григорий Минович
Григорий Минович Шапаренко (род. 25 мая 1948 года, Чернобыльский район, Киевская область, Украинская ССР) — старший производитель работ строительно-монтажного поезда № 577 управления строительства «Бамстройпуть» Министерства транспортного строительства СССР, Читинская область. Герой Социалистического Труда (1990).

## Биография
После окончания в 1969 году Киевского техникума транспортного строительства трудился старшим инженером по капитальному ремонту и строительству объединения «Сельхозтехника». Затем трудился на строительстве железнодорожной линии Бейнеу — Кунград в Каракалпакской АССР. С 1974 года трудился на строительстве цеха звеносборки на станции Чита. Был назначен начальником звеносборочной базы, потом работал бригадиром в строительном тресте «Ангарстрой». С 1975 года работал в тресте «Бамстройпуть» в посёлке Нагорный при строительстве участка, ведущего к угольным месторождениям Якутской АССР. С 1981 года — бригадир, мастер, прораб, старший прораб треста «Бамсройпуть» на строительстве искусственных ооружений на железнодорожной линии Хани — Чара — Витим Читинского участка Байкало-Амурской магистрали.
Указом № 546 Президента СССР Михаила Сергеевич Горбачёва «О присвоении звания Героя Социалистического Труда участникам сооружения Байкало-Амурской железнодорожной магистрали» от 10 августа 1990 года «за большой вклад в сооружение Байкало-Амурской железнодорожной магистрали, обеспечение ввода в постоянную эксплуатацию на всем её протяжении и проявленный трудовой героизм» удостоена звания Героя Социалистического Труда с вручением ордена Ленина и золотой медали «Серп и Молот».
После выхода на пенсию проживает в посёлке Новая Чара.
Награды:
- Герой Социалистического Труда
- Орден Ленина
- Орден Трудового Красного Знамени (29.04.1985)
- Медаль «За трудовую доблесть» (24.04.1980)
- Почётный гражданин Читинской области (1997)